# Národní házená (seriál)
Národní házená je osmidílný komediální seriál ze sportovního prostředí z roku 2022 režisérů Vladimíra Skórky a Michala Suchánka, který je i autorem scénáře podle námětu Daniela Strejce.
Seriál byl natočen pod značkou Voyo Originál a byl zveřejněn na platformě Voyo. Po Případu Roubal a Guru jde o třetí sérii natočenou pod hlavičkou Voyo Originál.
V hlavních rolích seriálu se objevili Michal Suchánek, Martin Pechlát, Jiří Langmajer, Václav Neužil,
Jakub Špalek, Petr Vršek, 
Sára Rychlíková, Veronika Žilková, Berenika Suchánková, Hana Igonda Ševčíková, Jitka Sedláčková, Filip František Červenka, Jitka Schneiderová, Linda Rybová, Filip Kaňkovský.
První dva díly byly na Voyo uvedeny dne 25. března 2022, poslední dva díly dne 15. dubna 2022.

## Děj
Ve fiktivním městečku Nejdek žije své rutinní životy skupinka svérázných přátel, kteří pomalu začínají přicházet o své ambice, mladickou energii i zdraví. Při vzájemných setkáních se Horst, Antonín, Miroslav, Pavel, František a Vladěna pravidelně nostalgicky vracejí do zlatých časů devadesátek, kdy jejich tým získal mistrovský titul v národní házené. Ve sportovní disciplíně, která je tak trochu pozapomenutou sestřenicí mezinárodní házené. Z šedi všedních dní vytrhne zlenivělé sportovce pozvánka na první klubové mistrovství veteránů v národní házené na Slovensku. Není čas ztrácet čas, usedlost a pohodlí musí jít stranou. Teď je potřeba dát starou partu dohromady a za bojového pokřiku „Míč v ruce, národka v srdci“ začít společně trénovat na nadcházející veteránské klubové mistrovství.

## Obsazení
| Michal Suchánek          | Horst Janatka                        |
| Martin Pechlát           | Antonín Haas                         |
| Jiří Langmajer           | JUDr. Miroslav Sirný                 |
| Václav Neužil            | Pavel Zedníček                       |
| Jakub Špalek             | František Rejsek                     |
| Petr Vršek               | Vladimír Krupička                    |
| Sára Rychlíková          | Petra Křížová, partnerka Horsta      |
| Veronika Žilková         | Marie Haasová, manželka Antonína     |
| Berenika Suchánková      | Mirka Sirná, dcera Miroslava         |
| Hana Igonda Ševčíková    | Monika Sirná, manželka Miroslava     |
| Jitka Sedláčková         | Helena Zedníčková, matka Pavla       |
| Filip František Červenka | Jiří Krupička, syn Vladěny           |
| Jitka Schneiderová       | Vilma Krupičková, exmanželka Vladěny |
| Linda Rybová             | Libuše Rejsková, manželka Františka  |
| Filip Kaňkovský          | fotbalista Ladislav Šebesta          |
| Lukáš Bech               | Ing. Viktor Bílek                    |
| Josef Kaluža             | Zdeněk Paděra                        |
| Marek Taclík             | taxikář Milan Halbich                |
| Petr Kolečko             | Vojtěch Kříž (otec Petry)            |
| Kateřina Janečková       | Iva Křížová (matka Petry)            |
| Luboš Veselý             | Bc. Josef Kábrt, ředitel školy       |
| Vladislav Georgiev       | Josef Šiferle                        |
| Richard Němec            | Mgr. Inkognito Fekete                |
| Marek Holý               | Luděk Staněk                         |
| František Večeřa         | Jaroslav Sádlo                       |
| Michaela Sejnová         | Karla Sádlová                        |

## Seznam dílů
| Pořadí | Původní název | Režie                           | Scénář          | Datum premiéry  | Sledovanost |
| --- | ------------- | ------------------------------- | --------------- | --------------- | ----------- |
| 1 | Dopis         | Vladimír Skórka Michal Suchánek | Michal Suchánek | 25. března 2022 | 0,372       |
| Bývalým hráčům národní házené TJ Sokol Nejdek přijde pozvánka na První klubové mistrovství světa v národní házené. Pro veterány, kteří posledních dvacet let nesáhli na míč, je to výzva, kterou není snadné přijmout.                                                                             |               |                                 |                 |                 |             |
| 2 | Trénink       | Vladimír Skórka Michal Suchánek | Michal Suchánek | 25. března 2022 | 0,312       |
| Antonín dokázal ostatní namotivovat k přípravě na mistrovství v Seredi. Musí teď ale zjistit fyzickou kondici jednotlivých hráčů a stav týmu jako celku. Obojí se na první pohled zdá být v katastrofálním stavu.                                                                                  |               |                                 |                 |                 |             |
| 3 | Semafor       | Vladimír Skórka Michal Suchánek | Michal Suchánek | 1. dubna 2022   |             |
| Tým ve snaze získat popularitu na sociálních sítích, a tím i prostředky na své další fungování, domluví s Kábrtem nafocení série fotografií. Antonín s Horstem mají před objektivem předvést svůj nejúspěšnější signál.                                                                            |               |                                 |                 |                 |             |
| 4 | Hřiště        | Vladimír Skórka Michal Suchánek | Michal Suchánek | 1. dubna 2022   |             |
| Hlavní motor týmu se ocitl mimo provoz a motivace všech podstatně klesá. Po neplánovaném a divokém večírku u Horsta na zahradě se ale Pavel odhodlá všechno vyřešit po svém. |               |                                 |                 |                 |             |
| 5 | Gólman        | Vladimír Skórka Michal Suchánek | Michal Suchánek | 8. dubna 2022   |             |
| Brankář, který za TJ Sokol Nejdek chytal před dvaceti lety, už nežije, a tak musí spoluhráči vypsat výběrové řízení na nového. Ukazuje se, že národní házená není sportem pro každého. |               |                                 |                 |                 |             |
| 6 | Kraj          | Vladimír Skórka Michal Suchánek | Michal Suchánek | 8. dubna 2022   |             |
| Organizátoři sereďského mistrovství požadují, aby každý z hráčů prošel zdravotní prohlídkou u sportovního lékaře. Tým na testy vyrazí společně, ale s různými očekáváními. Výsledky ale překvapí kompletně všechny.                                                                                |               |                                 |                 |                 |             |
| 7 | Příprava      | Vladimír Skórka Michal Suchánek | Michal Suchánek | 15. dubna 2022  |             |
| Podmínkou účasti na mistrovství je také absolvování přípravného zápasu. Vítězné. V okolí Nejdku ale hraje jen jeden tým, který přichází v úvahu: družstvo juniorek z Mechova. Zvítězí bývalí mistři republiky za zenitem, nebo nezkušené juniorky v perfektní kondici?                             |               |                                 |                 |                 |             |
| 8 | Na Sereď!     | Vladimír Skórka Michal Suchánek | Michal Suchánek | 15. dubna 2022  |             |
| Na Sereď! Cesta na Slovensko je přesně taková, jakou ji předpověděl kapitán Hugo: dlouhá a místy hrbolatá. Navíc nikdo z týmu neuhlídal, aby Ladislav Šebesta nesedal za volant. Po sérii karambolů je mezi týmem Nejdku a Seredí stále ještě mnoho kilometrů, a zápas začíná už za několik minut… |               |                                 |                 |                 |             |

## Zajímavosti
- Seriál se natáčel v Říčanech, Řevnicích, Velvarech a Bakově nad Jizerou.
- Původně měl seriál režírovat Jakub Kohák, který nakonec nemohl.
- O roli Pavla Zedníčka (Václav Neužil) se ucházel i Richard Genzer.
- Zahrála si zde i Berenika Suchánková (dcera Michala Suchánka).
- Nápis „Kiss“, který má na bundě Pavel Zedníček (Václav Neužil), odkazuje na americkou rockovou skupinu.
- V seriálu vystupují písně Sny o tygří Lady od Arnošta Pátka a Hráč od skupiny Turbo.